# Филипийски акропол
Филипийският акропол или Кринидската кула (на гръцки: Ακρόπολη Φιλίππων, Πύργος Κρηνίδων) е средновековно отбранително съоръжение, разположено над античния град Филипи, в близост до Кринидес, Северна Гърция.

## Архитектура
Акрополът е построен на хълма, разположен северно над града. Запазени са византийски стени от 963 – 969 година, построени върху основите на стените, издигнати от Филип II Македонски в IV век пр. Хр. Кулата, която доминира укреплението е по-късна – от Палеологово време, около XIV век. Входът на кулата е от север, издигнат от съображения за сигурност на 1,5 m над земята. С тухли на южната стена на кулата е оформен кръст, а на западната – рибена кост.